# Mali Prochody
Mali Prochody (ukrainisch Малі Проходи; russisch Малые Проходы Malyje Prochody) ist ein Dorf im Norden der ukrainischen Oblast Charkiw mit etwa 400 Einwohnern.
Die im Süden von ausgedehnten Eichenwäldern begrenzte Ortschaft wurde 1660 zum ersten Mal schriftlich erwähnt und liegt abseits der Fernstraße M 20/E 105 etwa 28 km nördlich vom Stadtzentrum Charkiws entfernt, die Grenze zu Russland verläuft nördlich in etwa 6 Kilometern Entfernung. Durch den Ort fließt der Bach Rodnyk, er mündet in den 3 Kilometer östlich gelegenen Trawjanka-Stausee (Трав'янське водосховище/Trawjanske wodoschowyschtsche).
Am 12. Juni 2020 wurde das Dorf ein Teil der neu gegründeten Stadtgemeinde Derhatschi im Rajon Derhatschi; bis dahin bildete es zusammen mit den Dörfern Alissiwka (Алісівка) Welyki Prochody (Великі Проходи) und Wyssoka Jaruha (Висока Яруга) die Landratsgemeinde Prochody (Проходівська сільська рада/Prochodiwska silska rada) im Norden des Rajons Derhatschi.
Am 17. Juli 2020 kam es im Zuge einer großen Rajonsreform zum Anschluss des Rajonsgebietes an den Rajon Charkiw.
Im Verlauf des Ukrainekrieges wurde der Ort im Februar 2022 durch russische Truppen besetzt und lag seit April in unmittelbarer Frontlinie, im Zuge der Ukrainische Gegenoffensive in der Ostukraine kam der Ort am 11. September 2022 wieder unter ukrainische Kontrolle.